# Collector's Edition No. 1
Collector's Edition No. 1 é um EP da banda L.A. Guns na qual aparece o primeiro cantor do L.A. Guns, Michael Jagosz, que foi substítuido por Axl Rose, que foi então substítuido por Paul Black
O guitarrista Tracii Guns, o baixista Ole Beich, e o baterista Rob Gardner também tocam neste EP.
Este EP foi re-lançado como CD bônus no álbum "Hollywood Raw" do L.A. Guns.

## Lista de Músicas
1. "Don't Love Me" - 4:36
2. "When Dreams Don't Follow Through" - 3:32
3. "It's Not True" - 2:44
4. "Something Heavy" - 2:22

## Formação
- Michael Jagosz - vocais principais
- Tracii Guns - guitarra
- Ole Beich - baixo
- Rob Gardner - bateria